# Shirase (AGB-5002)
Shirase (しらせ) (Số Hull: AGB-5002) là một tàu phá băng của Nhật Bản do Lực lượng Phòng vệ Biển Nhật Bản. Tàu phá băng thứ ba của Nhật Bản cho các cuộc thám hiểm Nam Cực. Tàu Shirase (AGB-5003) kế thừa có cùng tên gọi. Cô đã được ngừng hoạt động vào tháng 7 năm 2008 và dự kiến sẽ phục hồi dưới mục đích mới như một cơ sở để quan sát và triển lãm về thời tiết và môi trường.

## Phục vụ
Tàu được hạ thủy vào tháng 12 năm 1981 và được nhập biên chế vào tháng 11 năm 1982 để thay thế Fuji (AGB-5001). Từ tháng 11 năm 1983, tàu phục vụ trong 25 chuyến thám hiểm Nam Cực. Tàu đã có thể di chuyển ở 3 hải lý phá vỡ lớp băng dày 1,5 mét.
Trong năm 2008, chính phủ bắt đầu mời đóng góp của dân chúng về kế hoạch sử dụng tàu này sau khi nghỉ hưu. Tuy nhiên, đối với lời kêu gọi đầu tiên, không có kế hoạch nào được thông qua chủ yếu do chi phí đầu tư và vấn đề bảo đảm an toàn. Vào tháng 10 năm 2008, sau khi nghỉ hưu, chính phủ đã từng quyết định hủy bỏ con tàu này.
Tuy nhiên, có yêu cầu bảo vệ "Shirase" gửi cho chính quyền, thậm chí từ những người bình thường không tham gia vào dự án Nam Cực. Và giá phế liệu sắt trung bình đã giảm từ mùa hè năm 2008. Trong năm 2009, chính phủ lại chấp nhận các đơn xin công khai từ ngày 17 tháng 7 đến ngày 11 tháng 9. Bốn bên đã đưa ra kế hoạch, và một kế hoạch của một công ty thông tin thời tiết Weathernews Inc. đã được thông qua vào ngày 9 tháng 11 năm 2009.
Trên trang web của mình, Weathernews nói rằng họ hy vọng đổi tên nó thành "SHIRASE" (không phải ở chữ "hiragana" nhưng ở các chữ cái Latinh) và sử dụng nó như là một công cụ để theo dõi các vòng tròn cực, để quan sát thời tiết xung quanh Tokyo và cho các cuộc triển lãm, thảo luận và kinh nghiệm về biến đổi khí hậu và môi trường toàn cầu. Vào ngày 10 tháng 2 năm 2010, chiếc tàu đã được bàn giao cho Weathernews.
Weathernews chính thức tiếp nhận tàu vào ngày 11 tháng 2 năm 2010.

## Tên gọi
Trong tiếng Nhật, cái tên "Shirase" được viết bằng "hiragana". Do một quy tắc đặt tên nội bộ của JMSDF, một người phá băng phải lấy tên của nó từ một địa điểm. Theo đó, Shirase được cho là lấy tên của nó từ Sông băng Shirase. Dòng sông băng này mang tên họ của Trung úy Nobu Shirase, người tiên phong Nhật Bản thăm dò Nam Cực.